# Ganz-Mavag DVM 2-2
Uzasadnienie:  Lokomotywy serii SM40 i SM41 są zbliżoną konstrukcją, omawianą w piśmiennictwie łącznie 
SM41 – manewrowa lokomotywa spalinowa produkcji węgierskiej. Spalinowozy tej serii były używane na PKP i na bocznicach przemysłowych od roku 1961. Wyprodukowano 264 lokomotywy dla polskich kolei oraz ponad 100 spalinowozów dla zakładów przemysłowych. Lokomotywy tego typu różniły się od poprzedniego modelu, SM40, głównie uproszczonym sterowaniem elektropneumatycznym oraz dodanymi z boku pojazdu barierkami. Kolejne egzemplarze SM41 nieznacznie różniły się od siebie drobnymi ulepszeniami. Wewnętrzne opracowania PKP wykazywały, że na początku eksploatacji lokomotywy te wykazywały szereg usterek. Obie lokomotywy miały instalację elektryczną 24V zasilaną z akumulatorów zasadowych umieszczonych po obu stronach lokomotywy. Spalinowozy wykorzystywano w ruchu manewrowym. Dodatkowo kursowały z lekkimi pociągami towarowymi i pasażerskimi. Z charakterystyki lokomotywy jednoznacznie wynika jej uniwersalny charakter, jedynie brak własnego kotła ogrzewczego utrudniał zastosowanie jej zimą do prowadzenia pociągów pasażerskich.
Ostatnia lokomotywa SM41-111 została wycofana z eksploatacji w 2000 roku w lokomotywowni Grudziądz. W 2010r. lokomotywa została zakupiona przez województwo kujawsko-pomorskie. W ruchu manewrowym SM41 zostały zastąpione przez polską lokomotywę SM42. 

## Galeria

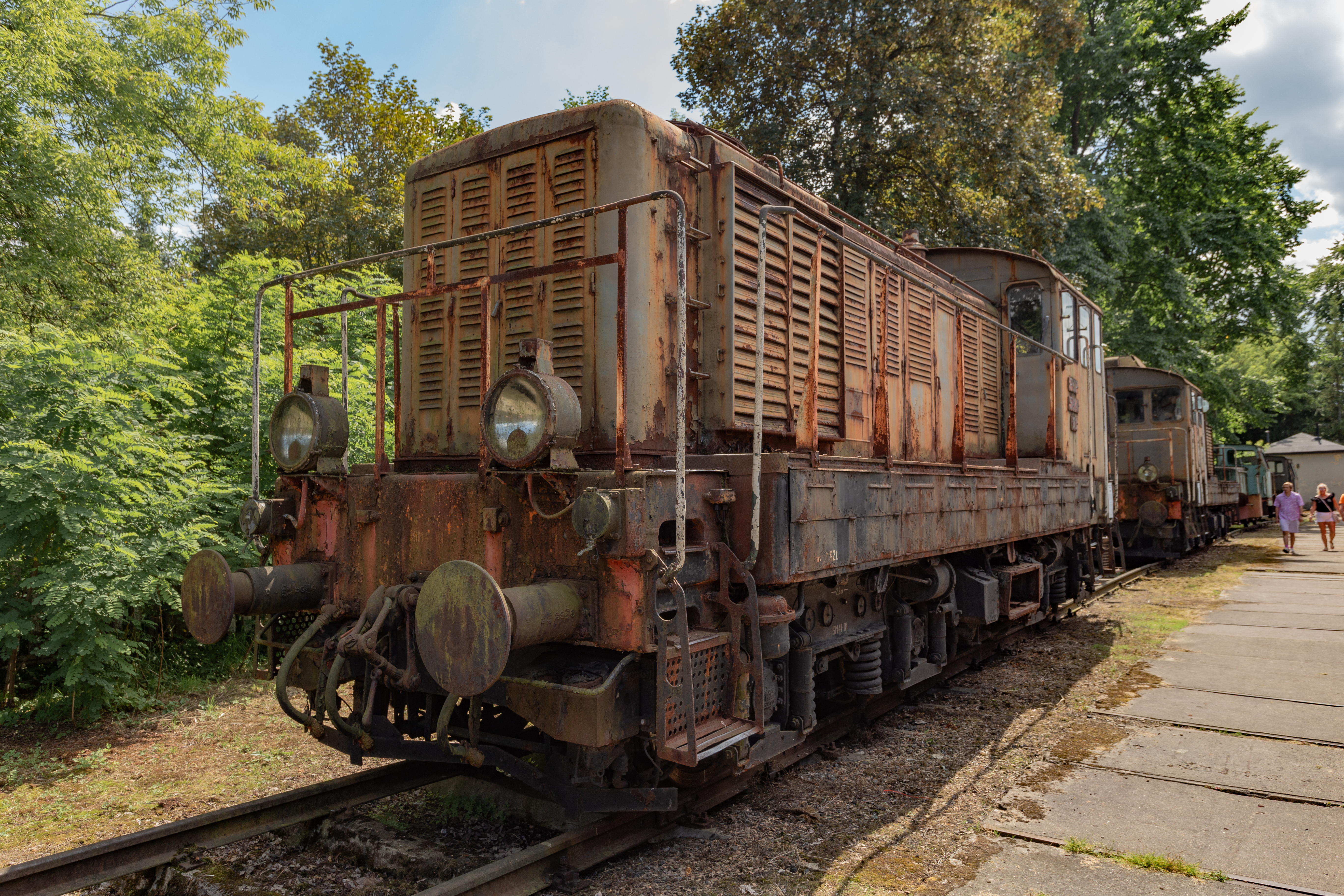
Widok od frontu, SM41-01 Chabówka (2025)
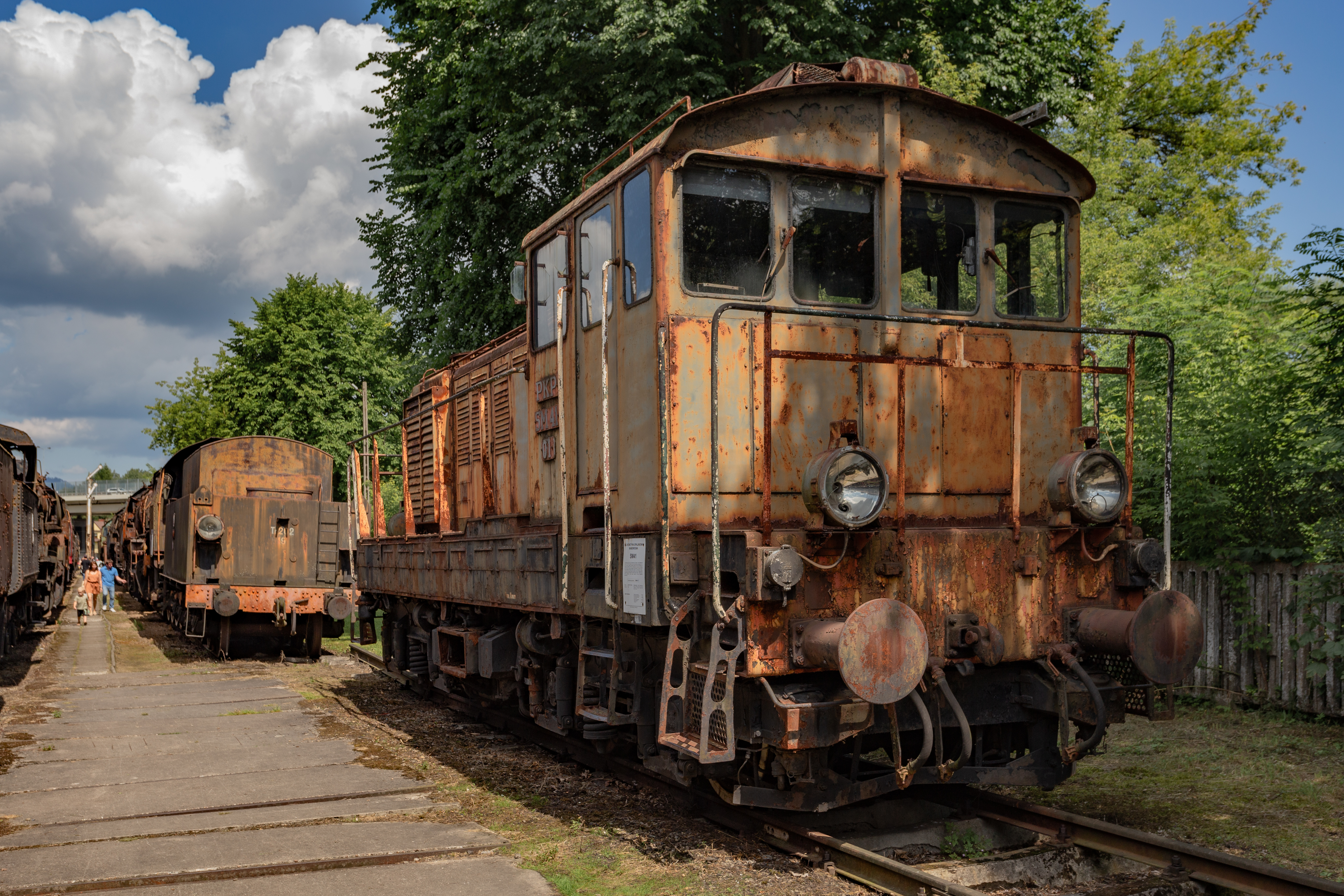
Widok od tyłu, SM41-01 Chabówka (2025)
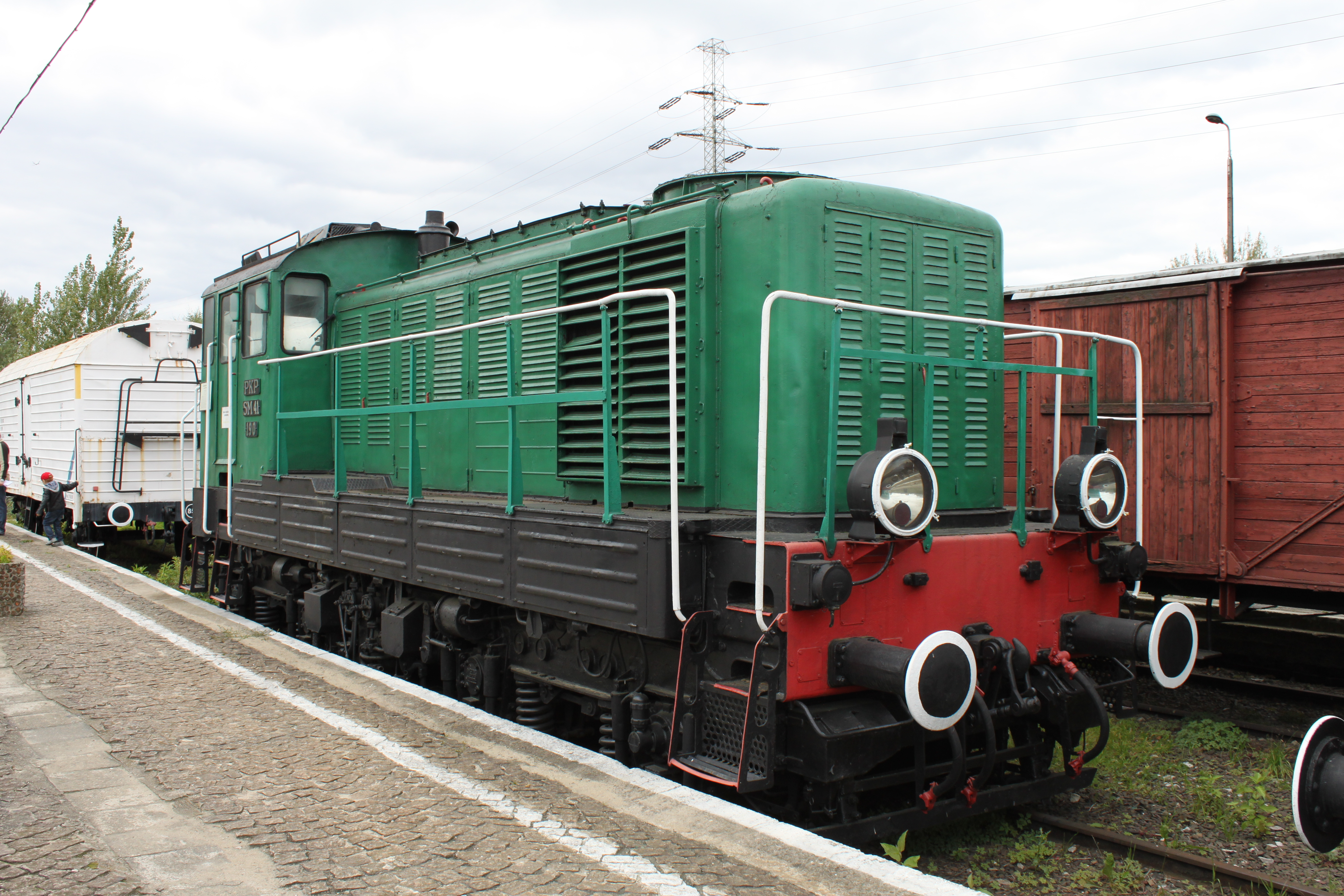
SM41-01 Muzeum Kolejnictwa Warszawa (2010)
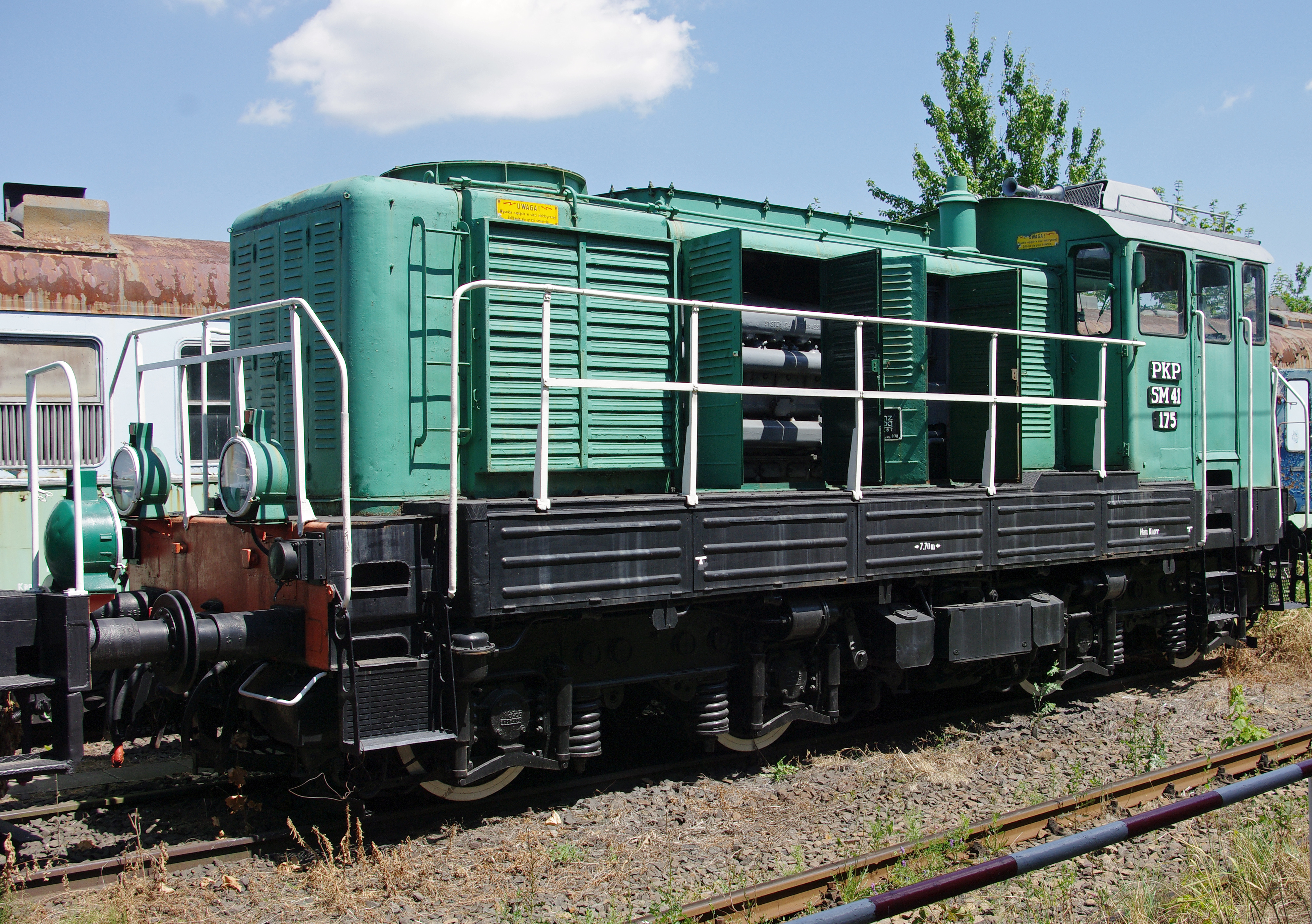
SM41-01 Skansenie w Karsznicach (2013)
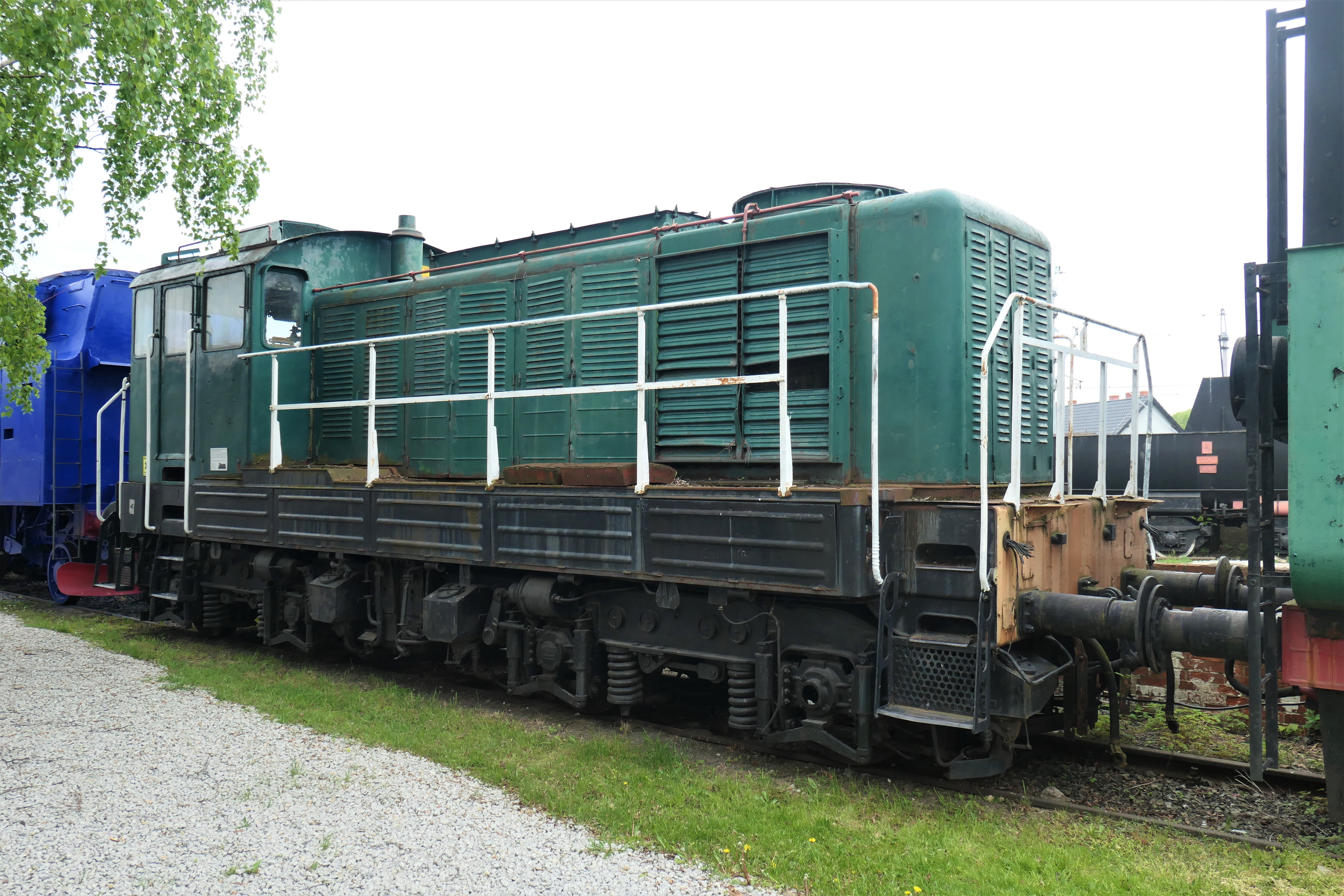
SM41-164 w Jaworzynie Śląskiej (2023)